# Tsing Yi (MTR)

Tsing Yi (traditioneel: 東涌) is een metrostation van de Metro van Hongkong. Het is een halte aan de Tung Chung Line en de Airport Express. 